# Championnat du Nigeria de football 1996
Navigation
Saison précédente Saison suivante
La saison 1996 du Championnat du Nigeria de football est la sixième édition de la première division professionnelle à poule unique au Nigeria, la First Division League. Dix-huit clubs prennent part au championnat qui prend la forme d'une poule unique où toutes les équipes se rencontrent deux fois au cours de la saison. En fin de saison, les deux derniers du classement sont relégués et remplacés par les deux meilleurs clubs de Division II, la deuxième division nigériane.
C'est le club d'Udoji United FC qui termine en tête du classement final, à égalité de points mais une meilleure différence de buts que le Sharks FC et Jasper United, club promu de Division Two. C'est le 1er titre de champion du Nigeria de l'histoire du club. 

## Les clubs participants
| - Julius Berger FC - Shooting Stars FC - Plateau United - Enyimba FC - BCC Lions - Kano Pillars - Promu de Division II - Enugu Rangers - Gombe United FC - Bendel Insurance | - Sharks FC - Eagle Cement - Iwuanyanwu Nationale - Jasper United - Promu de Division II - El-Kanemi Warriors - Concord FC - NEPA Lagos - Udoji United FC - Nigerdock FC - Promu de Division II |

## Compétition
Le barème de points servant à établir le classement se décompose ainsi :
- Victoire : 3 points
- Match nul : 1 point
- Défaite : 0 point

### Classement
| Rang | Équipe               | Pts | J  | G  | N  | P  | Bp | Bc | Diff |
| ---- | -------------------- | --- | -- | -- | -- | -- | -- | -- | ---- |
| 1    | Udoji United FC      | 58  | 34 | 18 | 4  | 12 | 48 | 24 | +24  |
| 2    | Jasper UnitedP       | 58  | 34 | 17 | 7  | 10 | 40 | 26 | +14  |
| 3    | Sharks FC            | 58  | 34 | 18 | 4  | 12 | 40 | 32 | +8   |
| 4    | Enyimba FC           | 52  | 34 | 16 | 4  | 14 | 48 | 38 | +10  |
| 5    | Enugu Rangers        | 52  | 34 | 15 | 7  | 12 | 43 | 35 | +8   |
| 6    | Bendel Insurance     | 52  | 34 | 16 | 4  | 14 | 38 | 35 | +3   |
| 7    | Julius Berger FCC    | 51  | 34 | 15 | 6  | 13 | 33 | 26 | +7   |
| 8    | Shooting Stars FCT   | 51  | 34 | 13 | 12 | 9  | 34 | 29 | +5   |
| 9    | Iwuanyanwu Nationale | 50  | 34 | 15 | 5  | 15 | 34 | 27 | +7   |
| 10   | Gombe United FC      | 48  | 34 | 14 | 6  | 14 | 29 | 34 | -5   |
| 11   | Plateau United       | 48  | 34 | 15 | 3  | 16 | 33 | 39 | -6   |
| 12   | Kano PillarsP        | 46  | 34 | 13 | 7  | 14 | 29 | 37 | -8   |
| 13   | Nigerdock FCP        | 45  | 34 | 11 | 12 | 11 | 31 | 32 | -1   |
| 14   | Eagle Cement         | 44  | 34 | 13 | 5  | 16 | 38 | 33 | +5   |
| 15   | BCC Lions            | 44  | 34 | 12 | 8  | 14 | 31 | 37 | -6   |
| 16   | El-Kanemi Warriors   | 43  | 34 | 11 | 10 | 13 | 25 | 31 | -6   |
| 17   | Concord FC           | 39  | 34 | 11 | 6  | 17 | 19 | 49 | -30  |
| 18   | NEPA Lagos           | 26  | 34 | 7  | 5  | 22 | 34 | 63 | -29  |

|  | Qualification pour la Ligue des champions de la CAF 1997                           |
|  | Qualification pour la Coupe des Coupes 1997                                        |
|  | Qualification pour la Coupe de la CAF 1997                                         |
|  | Relégation en Division Two                                                         |
|  | T : Tenant du titre C : Vainqueur de la Coupe du Nigeria P : Promu de Division Two |

## Bilan de la saison
| Championnat du Nigeria de football 1996 |                             |
| Champion                                | Udoji United FC (1er titre) |
| Coupes et trophées                      |                             |
| Vainqueur de la Coupe du Nigeria 1996   | Julius Berger FC            |
| Qualifications continentales            |                             |
| Ligue des champions de la CAF 1997      | Udoji United FC             |
| Coupe des Coupes 1997                   | Julius Berger FC            |
| Coupe de la CAF 1997                    | Jasper United               |
| Promotions et relégations               |                             |
| Promus en First Division                | Niger Tornadoes             |
| Promus en First Division                | Katsina United              |
| Relégués en Division II                 | Concord FC                  |
| Relégués en Division II                 | NEPA Lagos                  |